# Spaanse Poort (theater)
De Spaanse Poort is een theater in de stad Lier, in de Belgische provincie Antwerpen. 
De polyvalente  zaal, voornamelijk bedoeld voor amateurtheater, is gebouwd op de terreinen van een voormalige Spaanse Kazerne naast ontmoetingscentrum Den Bril en opgeleverd in 2002.
Het theater wordt vooral benut door:
- Kon. Lyra Toneel
- Lyra Toneel Jeugd
- Teater Lier
- Toneellabo Arlecchino